# 髙島屋バラ劇場
『髙島屋バラ劇場』（たかしまやばらげきじょう）は、1961年12月5日から1965年3月3日までTBS系列が編成していたテレビドラマ放送枠である。髙島屋一社提供。
TBS製作ドラマと朝日放送製作ドラマのいずれかを放送。『芸者小夏』のみ1年間の放送で、後の作品は1回限りや2回限りの放送であったり、長くても1クールほどの放送で終了していた。他にオムニバス作品もいくつか存在した。
枠名の「バラ」は、髙島屋の包装紙のデザインに因む。

## 編成時間
いずれも日本標準時。
- 火曜 22:50 - 23:20 （1961年12月5日 - 1962年9月25日）
- 水曜 22:30 - 23:00 （1962年10月3日 - 1965年3月3日）
  - 朝日放送（現在：朝日放送グループホールディングスおよび朝日放送テレビ）では、1964年9月16日から『おやじバンザイ』を関西ローカルで開始していたため（1965年3月10日からTBS系列全国ネット化）、本番組を最終作『愛の山なみ』時点では7週3日遅れの土曜23:15枠で放送していた[1]。

## 放送作品一覧
- 4つの恋の物語[2]（1961年12月5日 - 12月26日）：オムニバス作品。
- 若い銀嶺（1962年1月2日）
- 春の飛行（1962年1月9日 - 2月6日）：朝日放送製作。
- 3つの愛の物語[3]（1962年2月13日 - 2月27日）：オムニバス作品。
- 風立ちぬ（1962年3月6日 - 4月3日）
- 高架線下（1962年4月10日 - 4月17日）
- ある恋の物語（1962年4月24日 - 5月29日）：オムニバス作品。
- お嬢さん乾杯（1962年6月5日 - 6月12日）
- 射程（1962年6月19日 - 7月3日）
- 潮騒（1962年7月10日 - 7月31日）
- 落葉樹（1962年9月4日 - 11月28日）：朝日放送製作。
- 夜と昼の顔（1963年2月6日 - 5月1日）：朝日放送製作。
- 抱かれた花嫁（1963年5月8日 - 6月5日）
- 芸者小夏（1963年6月12日 - 1964年6月3日）
- 雨夜の星（1964年6月10日 - 9月2日）
- 結婚の設計（1964年9月9日 - 12月2日）
- 愛の山なみ（1964年12月9日 - 1965年3月3日）：朝日放送製作（先行ネット）。